# Charente (rzeka)
Charente – rzeka w zachodniej części Francji o długości 360 km oraz powierzchni dorzecza ok. 10 000 km².
Źródła tej rzeki znajdują się na wyżynie Limousina, uchodzi do Zatoki Biskajskiej.
Większe miasta położone nad Charente to:
- Angoulême,
- Cognac,
- Saintes,
- Rochefort.

Rzeka Charente jest wykorzystywana do przewozu ładunków masowych.